# 冗談じゃない!
『冗談じゃない!』（じょうだんじゃない!）は、2007年4月15日から6月24日までTBS系列で、毎週日曜日の日曜劇場の枠、21:00～21:54（JST)に放送されていた織田裕二主演のテレビドラマ。脚本担当は伴一彦。

## ストーリー
高村圭太は20歳年下の恋人絵恋（えれん）と共に、結婚の許しを得るため、彼女の故郷であるフランスのニースに赴く。そこで圭太はかつての恋人・理衣（りえ）と再会する。もう彼女と会うことはないと思っていたが、理衣こそ絵恋の母親であった。それでも結婚に踏み切ったが、まさかのリストラに遭った上に突然理衣が押しかけてしまい、圭太の心中穏やかでない日々が始まるのだった…。

## キャスト
高村圭太（40）：織田裕二
「パシフィック電機」技術開発部チーフ→ファミリーレストラン「ベルファミーユ」副店長→店長・山形出身・学生時代にロボットコンテストで優勝・下戸・白ワインなら酔いにくい・(理衣に似て)格闘技好き・20年前に理衣と交際・昔から理衣に振り回される・すぐむきになる・プライドが高い・納豆好き・冴子の元“ハンカチ王子”・1966年5月25日生まれ
高村絵恋（20）：上野樹里
圭太の妻・「東洋学院大学」学生・広瀬家長女・フランス生まれ・格闘技好き・寝付きがいい・気が強くて口が悪い・納豆が嫌い・家出癖がある・1986年6月13日生まれ
広瀬理衣（45）：大竹しのぶ
絵恋の母・圭太の元恋人・旧姓佐竹・「梅ヶ丘音大」卒・パリ留学直後に事故で指を怪我してピアニスト断念・格闘技好き・通販好き・イヤなことがあるとすぐ寝る・いたずら大好き
広瀬壮平（50）：草刈正雄 (第1話～第5話・第10話・第11話)
理衣の夫・絵恋の父・ワイナリー経営(妻の名を冠した「キュベ・リエ」を作る)・生まれも育ちもフランス・セブリーヌとの浮気が理衣にバレる
広瀬香恋（16）：仲里依紗 (第1話・第2話・第4話～第8話・第11話)
広瀬家次女・絵恋の妹・高校生・フランス生まれ
広瀬世恋（13）：菅野莉央 (第1話・第2話・第4話～第8話・第11話)
広瀬家三女・絵恋の妹・中学生・フランス生まれ
広瀬未恋（10）：森迫永依 (第1話・第2話・第4話～第8話・第11話)
広瀬家四女・絵恋の妹・小学生・フランス生まれ
高村静子（70）：白川由美 (第8話・第9話・第11話)
圭太の母・東北地方で学習塾経営・10年前に夫が亡くなる・交際していた奥野と婚約
野々村冴子（40）飯島直子
「ベルファミーユ」店長→「SGフーズ」ワイン事業部・圭太に好意→妻帯者と知って豹変・35歳でマンション購入・ワインの勉強でボルドーに3年間・ブルーチーズが嫌い・店名の名付け親・ワイン事業部への配置換えが決まる
山田元雄（39）田口浩正
イラストレーター・圭太と大学時代の同級生＆隣人・5年前に妻と死別・妻の死亡保険金でマンションを購入・理衣の名を知っている・学生時代は相撲部・口が軽い・ブルーチーズが嫌い・冴子が好き
山田 朗荒井健太郎
元雄の息子・小学生・世恋が好き・未恋からキスされる
友田 聡（20）田中圭
「東洋学院大学」学生・絵恋から挨拶代わりのキスをされて勘違い・絵恋に失恋・香恋からキスされる
岩崎 舞立川絵理
「東洋学院大学」学生・絵恋の友人
佐々木正幸小林すすむ (第1話～第3話・第6話)
「パシフィック電機」技術開発部部長・圭太の上司
クボ亀井彰夫 (第1話・第6話)
「パシフィック電機」技術開発部・子供が生まれたばかり・新プロジェクトのチーフ
杉田修造高田純次 (第2話～第5話・第7話～第11話)
「SGフーズ」専務・冴子の上司・理衣のワイン仲間・ファミレス部門からの撤退を決める
大西梅沢昌代 (第2話～第11話)
「ベルファミーユ」店員
あけみ高畠華澄 (第2話～第11話)
「ベルファミーユ」店員
林家ペー林家ペー (第2話～第7話・第9話・第11話)
「林家ペー＆パー子のTV SHOPPING」司会
林家パー子林家パー子 (第2話～第7話・第9話・第11話)
「林家ペー＆パー子のTV SHOPPING」司会
藤原貴史菊池均也 (第2話)
「ヒカリエレクトロン」先端技術研究所主任技師・大学時代の圭太の友人
セブリーヌリサ・ステッグマイヤー (第4話)
女性ソムリエ・壮平の浮気相手・結婚が決まり壮平はフラれる
石野内海桂子 (第6話・第11話)
「ベルファミーユ」常連客・注文を取りに行くと延々と同じ話をする・テーブルのナプキンを全部持ち帰る・圭太にわざとクレームを付ける
奥野信雄（50）山本龍二 (第9話)
静子の婚約者・無職・かつて人材派遣会社「ペガサス」代表取締役・バツ2 (一人目は十歳年下で価値観が合わず、二人目は死別)
手塚 元田中実 (第10話・第11話)
「AIメディアテクノロジー」代表取締役・学生時代に圭太と組んでロボコン優勝・圭太を会社に誘って断られる

## スタッフ
- 脚本：伴一彦
- 演出：土井裕泰、石井康晴、川嶋龍太郎
- プロデューサー：伊與田英徳
- 音楽：佐藤直紀
- 主題歌：織田裕二「Hug,Hug」（ユニバーサルシグマ）

## 補足
- 主演・織田裕二はフジテレビ系ドラマ『ラストクリスマス』以来2年半ぶり、TBS系では『真夜中の雨』以来4年半ぶりの連続ドラマ出演及び主演となる。
- 脚本を担当している伴一彦はTBSで連続ドラマの脚本を書くのは『パパは年中苦労する』以来実に19年ぶりである(単発ドラマを含めた場合は『パパはニュースキャスター』のスペシャル版の脚本も担当している)。
- 森迫永依はドラマ『のだめカンタービレ』で上野樹里が演じた野田恵の幼少時代を演じている。
- 仲里依紗と菅野莉央は2010年の同局の「金曜ドラマ」枠で放送されたドラマ『ヤンキー君とメガネちゃん』でも共演している。
- ベルファミーユの外観のロケ地は飯田橋のi Garden Airであるが、このドラマのスポンサーであるNTT DoCoMoのライバルであるauブランドを経営するKDDIの本社がある場所である。実際に第5話ではKDDI本社が何度も映っていた。
- 上野が演じる高野絵恋が通っていた「東洋学院大学」のロケ地の学校は、2008年に仲が出演した日本テレビのドラマ『学校じゃ教えられない!』で仲が演じる横山永璃が通っていた灯愛女子学園のロケ地となった相模女子大学である。
- 上野と菅野は2021年にフジテレビ系の「月9」枠で上野が主演を務めたドラマ『監察医朝顔』第2シーズンの第15話に菅野がゲスト出演し、上野と共演している。

## 放送日程
| 各話                                                     | 放送日  | サブタイトル                       | 演出       | 視聴率 |
| -------------------------------------------------------- | ------- | ---------------------------------- | ---------- | ------ |
| 第1話                                                    | 4月15日 | 妻の母が元彼女!?その関係はヤバスギ | 土井裕泰   | 19.4%  |
| 第2話                                                    | 4月22日 | 秘密がバレた!?                     | 土井裕泰   | 14.7%  |
| 第3話                                                    | 4月29日 | 私達結婚したんじゃないの!?         | 土井裕泰   | 13.2%  |
| 第4話                                                    | 5月06日 | 僕は君を守る!でも離婚…?            | 石井康晴   | 14.4%  |
| 第5話                                                    | 5月13日 | ママの元カレなの?信じてる          | 石井康晴   | 14.2%  |
| 第6話                                                    | 5月20日 | 浮気!?ハンカチおやじ大ピンチ       | 川嶋龍太郎 | 11.7%  |
| 第7話                                                    | 5月27日 | 夫婦に亀裂!指輪紛失大騒動!!        | 土井裕泰   | 10.7%  |
| 第8話                                                    | 6月03日 | 暴かれた過去…圭太決意の時!         | 川嶋龍太郎 | 11.3%  |
| 第9話                                                    | 6月10日 | 遂に告白!!                         | 土井裕泰   | 12.8%  |
| 第10話                                                   | 6月17日 | さようなら圭太                     | 川嶋龍太郎 | 12.0%  |
| 最終話                                                   | 6月24日 | 君のいない人生は、ありえない       | 土井裕泰   | 12.7%  |
| 平均視聴率 13.5%（視聴率は関東地区、ビデオリサーチ調べ） |         |                                    |            |        |